# 细纹拟捻螺
细纹拟捻螺（学名：Acteocina oyamai）为拟捻螺科拟捻螺属的动物。分布于日本，包括香港、南海等海域，属于暖水性种类。其常生活于潮下带104-154米细砂质底。